# 이와이 시마코
이와이 시마코(일본어: 岩井志麻子, 1964년 12월 5일 - )는 일본의 소설가이다. 오카야마현 와케군 와케정에서 태어났다. 오카야마 현립 시즈타니 고등학교를 졸업했다. 2009년 6월부터 호리프로에 소속되었다. 고교 재학 중인 1982년 제 3회 소설 주니어 단편 소설 신인상에 입선하였다. 이혼 직후 1999년에 쓴 단편 'ぼっけえ、きょうてえ'이 일본 호러 소설 대상을 수상했다. 18살 연하인 한국인과 재혼하였다.

## 수상 목록
- 시마세이 연애문학상
- 일본 부인 공론 문예상
- 2000년 제13회 야마모토 슈고로상
- 1999년 제6회 일본 호러소설대상